# Julius Fink
Julius Fink (Lebensdaten unbekannt) war ein deutscher Fußballspieler.

## Karriere
Fink gehörte dem 1. FC Pforzheim als Stürmer von 1905 bis 1912 an, für den er in den vom Verband Süddeutscher Fußball-Vereine organisierten Meisterschaften im Gau Mittelbaden, ab der Saison 1908/09 im nicht in Gaue unterteilten Südkreis Punktspiele bestritt. Während seiner Vereinszugehörigkeit gewann er 1906 mit der Mannschaft drei Titel; nach der Gaumeisterschaft folgte die Südkreismeisterschaft und die Süddeutsche Meisterschaft, die durch den 5:3-Sieg am 25. April gegen den Nordkreismeister 1. Hanauer Fußball-Club 1893 errungen wurde.  Damit als Teilnehmer an der Endrunde um die Deutsche Meisterschaft qualifiziert, bestritt er alle drei Endrundenspiele. Zunächst debütierte er am 6. Mai 1906 in Mannheim beim 4:2-Sieg n. V. im Viertelfinale über den Kölner FC 1899, danach spielte er am 20. Mai 1907 in Braunschweig beim 4:0-Halbfinalsiegüber den BTuFC Union 92 aus Berlin und das am 27. Mai 1906 in Nürnberg ausgetragene Finale gegen den VfB Leipzig, das mit 1:2 verloren wurde.

Fink (4. v. l.) und Mitspieler des
1. FC Pforzheim; Süddeutscher Meister 1906

## Erfolge
- Zweiter der Deutschen Meisterschaft 1906
- Süddeutscher Meister 1906
- Südkreismeister 1906
- Gaumeister Mittelbaden 1906